# Los Angeles Memorial Sports Arena
El Los Angeles Memorial Sports Arena és un recinte multiesportiu localitzat al barri University Park de Los Angeles, Califòrnia, a l'Exposition Park. Està situat proper al Los Angeles Memorial Coliseum, al sud del campus de la Universitat del Sud de Califòrnia.

## Història
El Los Angeles Memorial Sports Arena va ser obert el 4 de juliol de 1959. El primer esdeveniment va ser una baralla pel títol de Pes Gall entre José Becerra i Alphonse Halimi, el 8 de juliol de 1959. El Los Angeles Memorial Sports Arena es va convertir en una instal·lació germana de l'adjacent Los Angeles Memorial Coliseum, sent també el pavelló local de Los Angeles Lakers de l'NBA des de 1960 fins a 1967, de Los Angeles Clippers des de 1984 fins a 1999, dels Los Angeles Kings en la seva temporada inaugural (1967), de l'equip bàsquet d'Usc Trojans de la NCAA des de 1959 fins a 2006, de Los Angeles Cobras de l'AFL el 1988, i de Los Angeles Stars de l'ABA des de 1968 fins a 1970.
Des que els Clippers i els Trojans van abandonar el pavelló, aquest s'ha convertit en una instal·lació esportiva menys reconeguda a la zona i a arreu del món. Malgrat això, el Memorial Sports Arena encara acull campionats de bàsquet d'institut i ocasionals concerts i congressos, sent aquests esdeveniments d'escala menor tenint en compte la popularitat d'altres pavellons com Staples Center i el Galen Center.
Des del dia de la seva obertura, el Los Angeles Memorial Sports Arena ha acollit el Congrés Nacional Democràtic de 1960, la Final Four de bàsquet masculí de la NCAA el 1968 i 1972, la Final Four de bàsquet femení de la NCAA de 1992, l'All-Star Game de l'NBA de 1963, les competicions de boxa durant els Jocs Olímpics d'Estiu de 1984, la Wrestlemania VII el 1991 i altres esdeveniments de WWE.